# オイノエー
オイノエー（古希: Οἰνόη, Oinoē）は、ギリシア神話の女性である。「葡萄酒の」の意。長音を省略してオイノエとも表記される。主に、
- アルカディアー地方のニュムペー
- ピュグマイオイの女性
- シキノスの母

のほか数人が知られている。以下に説明する。

## アルカディアー地方のニュムペー
このオイノエーは、アルカディアー地方のニュムペーである。レアーにつき従い、幼児のゼウスを世話した。テゲアーのアテーナー・アレアー神殿の祭壇にはレアーとゼウスを抱いたオイノエーの浮彫があり、その両側には一方にグラウケー、ネダー、テイソアー、アントラキア、もう一方にイーデー、ハグノー、アルキノエー、プリクサの姿もあったという。

## ピュグマイオイ族の女性
このオイノエーは、神話的な小人の種族であるピュグマイオイの女性である。同じくピュグマイオイの男性ニーコダマースと結婚し、1子モプソスを生んだ。
ボイオスの『鳥類の系譜』に基づくアントーニーヌス・リーベラーリスの物語によると、オイノエーは美しい女性ではあったが傲慢な性格で、ヘーラーやアルテミスに敬意を払おうとはしなかった。彼女の夫ニーコダマースは優れた人格者だったので、子供が生まれると人々はたくさんの祝いの品を贈ってくれた。しかしヘーラーはオイノエーの自分に対する傲慢さを咎め、彼女の首を長くして鶴に変えた。そのうえ、彼女とピュグマイオイとの間に争いを起こさせた。というのも、オイノエーは息子モプソスと離れることを嫌がり、家の周りを飛びまわったため、ピュグマイオイたちは武具で身を固めて彼女を追い払おうとした。それで鶴とピュグマイオイは今でも対立しているのだという。
著述家アテーナイオスが『食卓の賢人たち』の中で引用しているボイオスの物語や、あるいはオウィディウスの『変身物語』第6巻の物語では、鶴に変えられたピュグマイオイの女性はゲラナとなっている。

## シキノスの母
このオイノエーは、同名のオイノエー島に住むニュムペーである。レームノス島の老王トアースは娘ヒュプシピュレーの助けで島から逃れたのち、オイノエー島の漁師によって助けられた。オイノエーは島に上陸したトアースと関係を持ち、1子シキノスを生んだ。

## その他の女性
- エポコスの姉妹。アッティカ地方のオイノエー区の名祖[7]。
- ディオニューソスの信女マナイスの1人[8]。